# V392 Persei
V392 Persei är en dvärgnova i stjärnbilden Perseus som 2018 utvecklades till ljusstark nova. Novan upptäcktes den 29 april 2018 och var som ljusstarkast av magnituden +6,3.

## Dvärgnova
En variabel stjärna av U-Geminorum-typ eller dvärgnova är en typ av kataklysmisk variabel stjärna bestående av en snäv dubbelstjärna där en av stjärnorna är en vit dvärg som tillförs materia från en följeslagare i form av en svalare stjärna i huvudserien eller en underjätte. V392 Persei upptäcktes 1970 och fick sin stjärnbeteckning som variabel ett år senare. Den har normalt skenbar magnitud 17,4 och uppvisar utbrott på 2-3 magnituder. Dess spektrum i vilande tillstånd har studerats där endast den kallare stjärnan har detekteras. Spektret visar emissionslinjer av väte-alfa (Hα) och både neutralt och joniserat helium. De ljusaste dokumenterade observationerna är skenbar magnitud 5,6.

## Novautbrott
Den 29 april 2018 upptäckte Yuji Nakamura att V392 Persei var extremt ljus vilket den 30 april spektroskopiskt bekräftades som ett novautbrott av magnitud 6,2. Spektret innehåller breda Hα- och Fe II-emissionslinjer med P Cygni-profiler. Absorptionskärnan är blåförskjuten vid en hastighet av 2 680 km/s, vilket skulle vara expansionshastigheten från novaexplosionen.
Observationer med Fermi-LAT den 30 april visar en stark källa till gammastrålning vid koordinaterna för novan. Fotometri av novan vid Konkoly Observatory den 1 maj 2018 ger skenbar magnitud av 7,38 i V-bandet och 8,22 i B-bandet, vilket tyder på att den då redan börjat avta.

## Egenskaper
V392 Persei är en dubbelstjärna i nordöstra delen av stjärnbilden Perseus med komponenterna separerade med 8,5 bågsekunder. Det symbiotiska paret är oupplöst och naturen hos den kalla komponenten är oklar. Den spektrala energifördelningen är inkonsekvent med en ljus jättestjärna eller en mindre, lysande jätte i röda klumpen eller en underjätte. Om den kalla komponenten var en röd dvärg i huvudserien som förväntat för en dvärgnova, skulle systemet behöva befinna sig närmare solen än 13 000 ljusår som uppmätt parallax anger.